# 칸 영화제 각본상
칸 영화제의 각본상(프랑스어: Prix du scénario)은 당해 영화제 경쟁부문 상영작 중에서 최고로 평가받은 각본가에게 수여하는 상이다. 공식 경쟁부문에 속하는 상이기 때문에 해당 심사위원단이 선정한다. 가장 최근의 수상자는 2023년 칸 영화제에 상영된 《괴물》의 각본을 맡은 사카모토 유지다.
1949년에 처음 수여되었으나 이후 수십년간 비정기적으로 시상되었다. 1994년부터 상설 부문상으로 지정되어 매년 수여되고 있다.

## 역대 수상자
| × | 공동수상 |

| 연도     | 각본                                                                    | 영화                               | 원제                                    |
| -------- | ----------------------------------------------------------------------- | ---------------------------------- | --------------------------------------- |
| 1940년대 |                                                                         |                                    |                                         |
| 1949     | 앨프리드 L. 워커, 유진 링, 버지니아 샬러                                | 잃어버린 경계선                    | Lost Boundaries                         |
| 1950년대 |                                                                         |                                    |                                         |
| 1950     | 영화제 미개최, 미수여                                                   | 영화제 미개최, 미수여              | 영화제 미개최, 미수여                   |
| 1951     | 테렌스 래티건                                                           | 브라우닝 버전                      | The Browning Version                    |
| 1952     | 피에로 텔리니                                                           | 경찰과 도둑                        | Guardie e ladri                         |
| 1953     | 미수여                                                                  | 미수여                             | 미수여                                  |
| 1954     | 미수여                                                                  | 미수여                             | 미수여                                  |
| 1955     | 미수여                                                                  | 미수여                             | 미수여                                  |
| 1956     | 미수여                                                                  | 미수여                             | 미수여                                  |
| 1957     | 미수여                                                                  | 미수여                             | 미수여                                  |
| 1958     | 피에르 파올로 파솔리니, 마시모 프란치오사, 파스콸레 페스타 캄파닐레 [A] | 젊은 남편                          | Giovani mariti                          |
| 1959     | 미수여                                                                  | 미수여                             | 미수여                                  |
| 1960년대 |                                                                         |                                    |                                         |
| 1960     | 미수여                                                                  | 미수여                             | 미수여                                  |
| 1961     | 미수여                                                                  | 미수여                             | 미수여                                  |
| 1962     | 미수여                                                                  | 미수여                             | 미수여                                  |
| 1963     | 두미트루 카라바트, 앙리 콜피, 이브 자미아크                             | 코데인                             | Codine                                  |
| 1964     | 미수여                                                                  | 미수여                             | 미수여                                  |
| 1965     | 레이 릭비 ×                                                             | 더 힐                              | The Hill                                |
| 1965     | 피에르 쇤되르퍼 ×                                                       | 317소대                            | 317th Platoon                           |
| 1966     | 미수여                                                                  | 미수여                             | 미수여                                  |
| 1967     | 알랭 제쉬아 ×                                                           | 킬링 게임                          | Jeu de massacre                         |
| 1967     | 엘리오 페트리 ×                                                         | 시칠리아의 음모                    | A ciascuno il suo                       |
| 1968     | 68혁명으로 영화제 중단, 미수여                                          | 68혁명으로 영화제 중단, 미수여     | 68혁명으로 영화제 중단, 미수여          |
| 1969     | 미수여                                                                  | 미수여                             | 미수여                                  |
| 1970년대 |                                                                         |                                    |                                         |
| 1970     | 미수여                                                                  | 미수여                             | 미수여                                  |
| 1971     | 미수여                                                                  | 미수여                             | 미수여                                  |
| 1972     | 미수여                                                                  | 미수여                             | 미수여                                  |
| 1973     | 미수여                                                                  | 미수여                             | 미수여                                  |
| 1974     | 스티븐 스필버그, 할 바우드, 매튜 로빈스                                 | 슈가랜드 특급                      | The Sugarland Express                   |
| 1975     | 미수여                                                                  | 미수여                             | 미수여                                  |
| 1976     | 미수여                                                                  | 미수여                             | 미수여                                  |
| 1977     | 미수여                                                                  | 미수여                             | 미수여                                  |
| 1978     | 미수여                                                                  | 미수여                             | 미수여                                  |
| 1979     | 미수여                                                                  | 미수여                             | 미수여                                  |
| 1980년대 |                                                                         |                                    |                                         |
| 1980     | 푸리오 스카펠리, 아제노레 인크로치, 에토레 스콜라 [B]                   | 테라스                             | La Terrazza                             |
| 1981     | 이스트반 자보                                                           | 메피스토                           | Mephisto                                |
| 1982     | 예지 스콜리모프스키                                                     | 문라이팅                           | Moonlighting                            |
| 1983     | 미수여                                                                  | 미수여                             | 미수여                                  |
| 1984     | 타나시스 발티노스, 테오 앙겔로풀로스, 토니노 게라[C]                    | 시테라로의 여행                    | Taxidi sta Kythira                      |
| 1985     | 미수여                                                                  | 미수여                             | 미수여                                  |
| 1986     | 미수여                                                                  | 미수여                             | 미수여                                  |
| 1987     | 미수여                                                                  | 미수여                             | 미수여                                  |
| 1988     | 미수여                                                                  | 미수여                             | 미수여                                  |
| 1989     | 미수여                                                                  | 미수여                             | 미수여                                  |
| 1990년대 |                                                                         |                                    |                                         |
| 1990     | 미수여                                                                  | 미수여                             | 미수여                                  |
| 1991     | 미수여                                                                  | 미수여                             | 미수여                                  |
| 1992     | 미수여                                                                  | 미수여                             | 미수여                                  |
| 1993     | 미수여                                                                  | 미수여                             | 미수여                                  |
| 1994     | 미셸 블랑                                                               | 죽도록 피곤한                      | Grosse fatigue                          |
| 1995     | 미수여                                                                  | 미수여                             | 미수여                                  |
| 1996     | 자크 오디아르, 알랭 르 앙리                                             | 위선적 영웅                        | Un héros très discret                   |
| 1997     | 제임스 샤머스                                                           | 아이스 스톰                        | Ice Storm                               |
| 1998     | 할 하틀리                                                               | 바보 헨리                          | Henry Fool                              |
| 1999     | 유리 아라보프                                                           | 몰레크                             | Молох                                   |
| 2000년대 |                                                                         |                                    |                                         |
| 2000     | 제임스 플램버그, 존 C. 리처드                                           | 너스 베티                          | Nurse Betty                             |
| 2001     | 다니스 타노비치                                                         | 노 맨스 랜드                       | No Man's Land                           |
| 2002     | 폴 래버티                                                               | 달콤한 열여섯                      | Sweet Sixteen                           |
| 2003     | 드니 아르캉                                                             | 야만적 침략                        | Les invasions barbares                  |
| 2004     | 아녜스 자위, 장피에르 바크리                                            | 룩 앳 미                           | Comme une image                         |
| 2005     | 기예르모 아리아가                                                       | 쓰리 베리얼                        | The Three Burials of Melquiades Estrada |
| 2006     | 페드로 알모도바르                                                       | 귀향                               | Volver                                  |
| 2007     | 파티 아킨                                                               | 천국의 가장자리                    | Auf der anderen Seite                   |
| 2008     | 다르덴 형제                                                             | 로나의 침묵                        | Le silence de Lorna                     |
| 2009     | 메이펑                                                                  | 스프링 피버                        | 春风沉醉的夜晚                          |
| 2010년대 |                                                                         |                                    |                                         |
| 2010     | 이창동                                                                  | 시                                 | 시                                      |
| 2011     | 요세프 세다르                                                           | 꼬장꼬장 슈콜닉 교수의 남모를 비밀 | Hearat Shulayim                         |
| 2012     | 크리스티안 문지우, 타티아나 니쿨레스쿠 브란                             | 신의 소녀들                        | După dealuri                            |
| 2013     | 지아장커                                                                | 천주정                             | 天注定                                  |
| 2014     | 안드레이 즈비아긴체프, 올렉 네긴                                        | 리바이어던                         | Левиафан                                |
| 2015     | 미첼 프랑코                                                             | 크로닉                             | Chronic                                 |
| 2016     | 아시가르 파르하디                                                       | 세일즈맨                           | فروشنده                                 |
| 2017     | 요르고스 란티모스, 에프티미스 필리포우 ×                                | 킬링 디어                          | Killing of a Sacred Deer                |
| 2017     | 린 램지 ×                                                               | 너는 여기에 없었다                 | You Were Never Really Here              |
| 2018     | 자파르 파나히, 나데르 사에바르 ×                                        | 3개의 얼굴들                       | سه رخ                                   |
| 2018     | 알리체 로르와커 ×                                                       | 행복한 라짜로                      | Lazzaro felice                          |
| 2019     | 셀린 시아마                                                             | 타오르는 여인의 초상               | Portrait de la jeune fille en feu       |
| 2020년대 |                                                                         |                                    |                                         |
| 2020     | 코로나19로 영화제 미개최, 미수여                                        | 코로나19로 영화제 미개최, 미수여   | 코로나19로 영화제 미개최, 미수여        |
| 2021     | 하마구치 류스케, 오에 다카마사                                          | 드라이브 마이 카                   | ドライブ・マイ・カー                    |
| 2022     | 타리크 살레                                                             | 보이 프롬 헤븐                     | Boy From Heaven                         |
| 2023     | 사카모토 유지                                                           | 괴물                               | 怪物                                    |

## 같이 보기
- 은곰상 각본상

## 참고 자료
A^ : 이 해에는 '각본상' (Prix du scénario original)이란 이름으로 수여됐다.
B^ : 이 해에는 '각본대본상' (Prix du scénario et des dialogues au Festival International du Film)이란 이름으로 수여됐다.
C^ : 이 해부터는 '최고각본상' (Prix du meilleur scénario original)이란 이름으로 수여됐다. 편의상 '각본상'이라 칭한다.